# Zlatan Muslimović
Zlatan Muslimović (*Banja Luka, Bosnia y Herzegovina, 6 de marzo de 1981) es un futbolista bosnio, naturalizado sueco. Juega de delantero y su primer equipo fue el IFK Göteborg. Actualmente juega en el FC Koper de Eslovenia.

## Selección nacional
Ha sido internacional con la selección de fútbol de Bosnia y Herzegovina, ha jugado 28 partidos internacionales y ha anotado 12 goles.

## Clubes
| Club             | País      | Año           |
| ---------------- | --------- | ------------- |
| IFK Göteborg     | Suecia    | 1998-1999     |
| Udinese Calcio   | Italia    | 2000-2001     |
| Perugia Calcio   | Italia    | 2001          |
| AC Pistoiese     | Italia    | 2002          |
| Ascoli Calcio    | Italia    | 2002-2003     |
| Calcio Padova    | Italia    | 2003-2004     |
| Rimini Calcio    | Italia    | 2004-2005     |
| FC Messina       | Italia    | 2005-2006     |
| Parma FC         | Italia    | 2006-2007     |
| Atalanta         | Italia    | 2007-2008     |
| PAOK Salonica FC | Grecia    | 2008-2011     |
| Guizhou Renhe    | Chile     | 2012-2014     |
| NK Zavrč         | Eslovenia | 2015-2016     |
| FC Koper         | Eslovenia | 2016-presente |